# 克里米亞大橋
克里米亞大橋（羅馬化：Krymskiy most，羅馬化：Krymskyi mist，另稱克赤大橋）是俄羅斯一條連接塔曼半島的丘什卡沙嘴到克里米亞半島的刻赤之間、橫跨刻赤海峽的橋樑。早期有鐵路渡輪服務，但後來因為技術問題而停辦。
其於俄烏戰爭中飽受波及，多次被重創損毀及再度復修，橋樑損毀待修復時兩岸的交通由汽車渡輪接駁卡夫卡茲港和刻赤港。

## 歷史

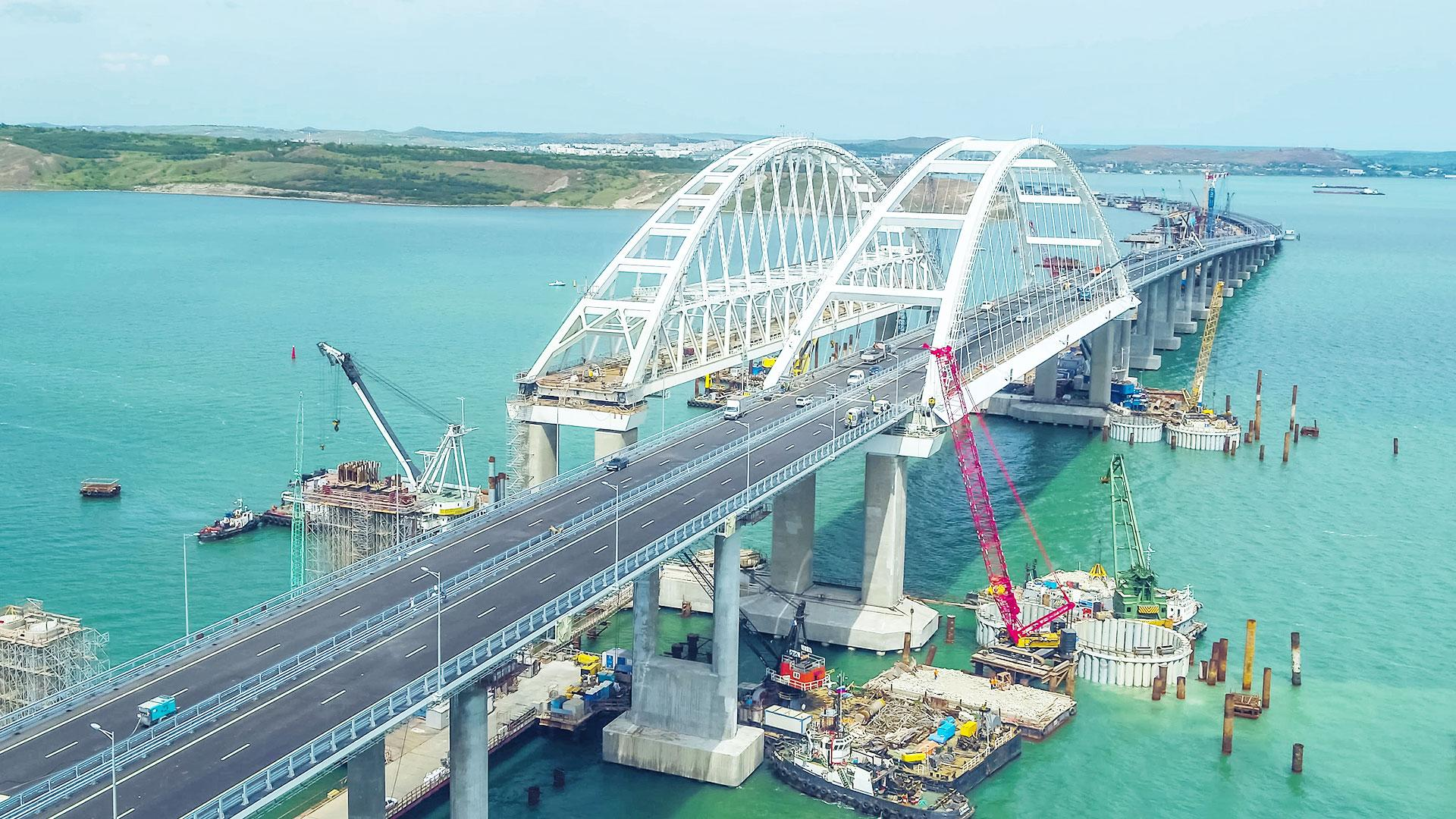
2018年5月，汽車橋樑率先落成通車，並排的鐵路橋樑依然在施工中。

在沙皇時代這條橋樑的計畫最早被提出，但因為一戰與革命等緣故而無力建設，之後由德國建築師阿爾伯特·斯佩爾於1943年二戰時正式構思動工，目的是為了加速德國在高加索戰役中進攻蘇聯，並成為德軍前往高加索區域的重要交通建設之一，不過在大橋完工前克里米亞半島已經在同年10月由蘇聯紅軍解放，蘇聯接手德國人遺留下來的工程，於1944年11月完成了全長4.5公里的鐵路大橋，但因為施作簡陋，而次年2月因為橋墩缺乏防波堤保護而遭浮冰撞毀，再度無法通行。
在橋毀後蘇聯先後有重建大橋的計劃，但後來克里米亞移交烏克蘭管理，蘇聯解體後政治分家，因此大橋一直未能建成而淪為紙上談兵，1994年甚至提出過海峽隧道的方案，這些計劃都因為資金與共識不足而未能實現。1999年莫斯科市長盧日科夫重提了興建一條三層大橋，一層為汽車，一層為鐵路，一層為鋪設水管和天然氣管專用。俄烏關係改善的時候，曾於2010年4月25日俄羅斯總統梅德韋傑夫和时任烏克蘭總統亞努科維奇簽署興建大橋的同意書，同年11月26日兩國再簽定了相互諒解備忘錄。

### 俄乌战争
2014年，俄国入侵乌克兰，占领并径自宣布併吞克里米亞。此后俄羅斯總統普京下令交通局全力改善克里米亞半島與俄羅斯的交通接駁，重建大橋的願景得以加速進行，交通局部長表示會將海峽隧道方案納入考慮。但由於受到制裁，俄國企業在沒有國際保險與工程外包的情況下獨自承建此計畫。當地地質有斷層與泥火山，施作較為困難，最終選擇跨海大橋方案進行重建。
2018年5月15日，18.1公里的新橋樑道路部分工程完工，普京本人親自駕駛大卡車通過此橋以慶祝通車，不過因為歐盟認定是違章建設，參與建設的企業已經被列入黑名單。克里米亞大橋通車後取代葡萄牙的瓦斯科達伽馬大橋成為歐洲最長的橋樑。2019年12月23日鐵路橋部分亦建成通車，普京出席了通車儀式，並乘坐第一班列車通過大橋。

#### 2022年10月遇袭
2022年10月8日清晨，乌克兰袭击了位于俄占区的克里米亚大桥。爆炸发生后，克里米亞一側附近的鐵路橋發生大火。照片顯示鐵路橋和公路橋都無法使用，部分公路桥面塌陷沉入水中。當日稍晚俄占克里米亚当局首長阿克肖諾夫表示克里米亞刻赤大橋的公路運輸道已經恢復，但上橋的巴士和汽車必須接受全套檢查程序。
10月14日，俄政府指定修复工程由下安加尔斯克运输公司负责，当时预计工程应在2023年7月1日前完成。2022年11月9日，俄罗斯副总理表示，克里米亚大桥公路桥的首个桥跨已安装完毕。2023年2月23日，克里米亚大桥公路桥提前39天完全恢复通车。宣布这一消息的俄罗斯副总理马拉特·胡斯努林说，铁路段计划于7月完成修复。

#### 2023年7月遇袭
2023年7月17日凌晨，克里米亞大橋再次發生爆炸，導致2死1傷。隨後，克里米亞共和国领导人阿克肖諾夫宣布橋樑因「緊急狀況」，需暫停通行。乌克兰国防情报局发言人安德烈·尤索夫称“我们对此事不予评论。但人们可以引用基里洛·布达诺夫局长的话，即克里米亚大桥是个不必要的建筑”。
2023年7月27日，西摩·赫什表示，克里米亚大桥两次袭击事件中使用的是美国技术。
2023年8月12日，俄国防部表示俄军当天两次拦截试图袭击克里米亚大桥的乌军S-200防空导弹。乌克兰国家通讯社表示，克里米亚大桥当天下午发生爆炸，造成大桥交通中断。8月13日，乌克兰总统泽连斯基承认乌克兰袭击了克里米亚大桥。8月15日，乌克兰国家安全局向美国有线电视新闻网提供了一段视频，展示了乌方7月使用无人艇袭击克里米亚大桥的画面。
據俄當局宣稱，克里米亞大橋於2023年10月中旬完全恢復運作。

#### 2025年6月遇襲
2025年6月3日，烏克蘭安全局（SBU）在Telegram發文指出，該單位早先在克里米亞大橋的公路與鐵路橋墩安裝爆裂物，並於當地時間3日清晨4時44分引爆首批炸藥。整起行動歷時數月籌劃，並使用總重約1,100公斤的炸藥，對橋下支撐結構造成「嚴重破壞」。俄國媒體報導指出，大橋交通於3日凌晨一度中斷，至傍晚6時前恢復通行。

## 延伸閱讀
- MacFarquhar, Neil; Nechepurenko, Ivan. . The New York Times. 11 November 2017  [2018-11-28]. ISSN 0362-4331. （原始内容存档于2020-11-09）.

## 外部連結
- Official Site （页面存档备份，存于）
- Official video of the project （页面存档备份，存于）

| 紀錄                                              | 紀錄                        | 紀錄 |
| ------------------------------------------------- | --------------------------- | ---- |
| 前任者： 華士古·達伽馬大橋                        | 欧洲最长大桥 2018年至今     | 現任 |
| 前任者： 西部高速直径路南立交桥                   | 俄罗斯最长大桥 2018年至今1  | 現任 |
| 前任者： 厄勒海峽大橋                             | 欧洲最长铁路桥 2019年至今   | 現任 |
| 前任者： 尤里贝桥                                 | 俄罗斯最长铁路桥 2019年至今 | 現任 |
| 註解                                              |                             |      |
| 1. 俄罗斯建造的最长大桥，俄方认为归属于克里米亚。 |                             |      |